# راسيل ريتشاردز
راسيل ريتشاردز (بالإنجليزية: Russell Richards)‏ هو لاعب كرة قدم أسترالية أسترالي، ولد في 30 مارس 1962.

## وصلات خارجية
- راسيل ريتشاردز على موقع AustralianFootball.com (الإنجليزية)
- راسيل ريتشاردز على موقع AFLtables.com (الإنجليزية)